# جمزقان
جمزقان، روستایی در استان قم و از توابع بخش قاهان شهرستان جعفرآباد است. 

## جمعیت
این روستا در دهستان قاهان قرار دارد و براساس سرشماری مرکز آمار ایران در سال ۱۳۸۵، جمعیت آن ۳۷ نفر (۸خانوار) بوده‌است.